# Rafał Leszczyński
Rafał Leszczyński (* 26. dubna 1992, Varšava) je polský fotbalový brankář, od července 2022 působící v klubu Śląsk Wrocław. Je bývalým mládežnickým reprezentantem a současným seniorským reprezentantem Polska.

## Klubová kariéra
Svoji fotbalovou kariéru začal v Olimpia Warszawa, kde prošel všemi mládežnickými kategoriemi. Před sezonou 2008/09 zamířil na přestup do klubu KS Raszyn. Po roce zamířil do Dolcanu Ząbki.

### Piast Gliwice
Před sezonou 2015/16 zamířil do Piastu Gliwice, kde podepsal dvouletý kontrakt s následnou opcí.

#### Sezona 2015/16
V ročníku 2015/16 neodchytal za Piast žádný ligový zápas. Společně s Dobrivojem Rusovem kryl záda Jakubu Szmatułovi. Nastupoval také za rezervu.

### Podbeskidzie Bielsko-Biała (hostování)
V červenci 2016 odešel kvůli větší vytíženosti na roční hostování do týmu Podbeskidzie Bielsko-Biała.

## Reprezentační kariéra
V minulosti reprezentoval Polsko v kategorii do 20 a 21 let. Od roku 2014 je polským seniorským reprezentantem. V A-týmu reprezentace Polska debutoval 28. ledna 2014 v přátelském utkání proti reprezentaci Norska (výhra 3:0).

### Reprezentační zápasy
Zápasy Rafała Leszczyńskiho v A-mužstvu Polska
| Rok                 | Zápasy | Góly |
| ------------------- | ------ | ---- |
| 2014                | 1      | 0    |
| Celkem              | 1      | 0    |
| Platí k 16. 6. 2016 |        |      |